# Deschampsia wacei
Deschampsia wacei är en gräsart som beskrevs av Charles Edward Hubbard. Deschampsia wacei ingår i släktet tåtlar, och familjen gräs. IUCN kategoriserar arten globalt som otillräckligt studerad.
Artens utbredningsområde är Tristan da Cunha. Inga underarter finns listade i Catalogue of Life.